# Li Cheng

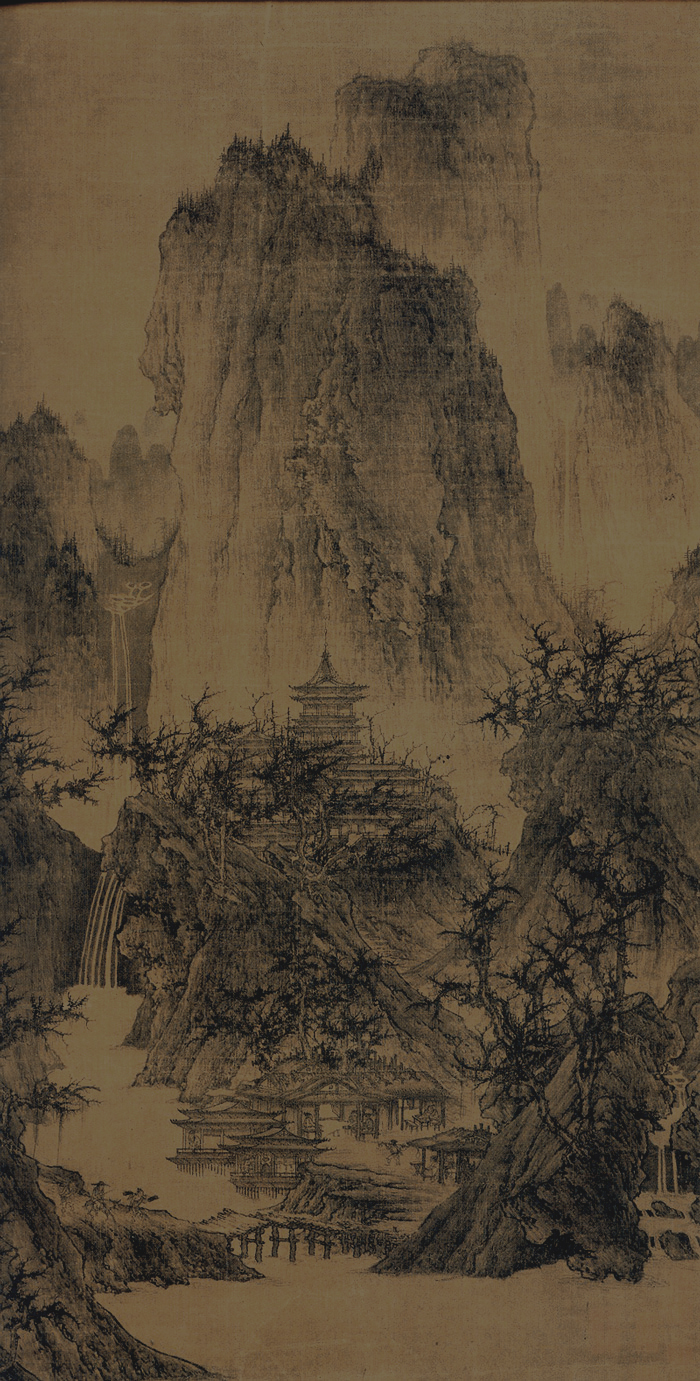
Un temple (budista) solitari entre cims i clarianes, Tinta sobre seda Nelson-Atkins Museum of Art

Li Cheng (en xinès tradicional:李成; en pinyin:Lǐ Chéng) va néixer l'any 919 i va morir el 967 (o potser el 987). La seva activitat artística es va desenvolupar entre el final de les Cinc Dinasties i l'inici del període Song. Va ser un dels impulsors de la pintura paisatgista durant la dinastia Song del Nord quan la pintura xinesa arriba a la seva maduresa. La seva influència va ser enorme entre els seus contemporanis.
La seva família, del clan dels Tang, i originària de Changan es va traslladar a la província de Shandong arran de la caiguda de la dinastia Tang, Rep una educació d'alt nivell i una formació de lletrat. Vivint en un ambient aristocràtic recorre a l'art, la poesia i al consum en excés de vi i immers en l'individualisme. Fou un pintor paisatgista que té com a temes preferits la neu, els boscos i els ambients hivernals on els elements apareixen amb molt de detall. En la seva pintura predomina la verticalitat. Hi ha un rebuig dels colors i fa servir la tinta. D'algunes obres atribuïdes a aquest artista no s'ha pogut afirmar-ne la seva autenticitat.